# Endrosa pseudoramosa
Endrosa pseudoramosa là một loài bướm đêm thuộc phân họ Arctiinae, họ Erebidae.